# Lijst van 3FM Megahits in 2023
Deze hits waren in 2023 3FM Megahit op NPO 3FM:
| Nr.  | Week    | Artiest                                                     | Titel                                                       |
| ---- | ------- | ----------------------------------------------------------- | ----------------------------------------------------------- |
| 1475 | Week 1  | Maxine                                                      | Kinda Wanna                                                 |
| 1476 | Week 2  | Raye & 070 Shake                                            | Escapism                                                    |
| 1477 | Week 3  | The Vices                                                   | Never Had To Know                                           |
| 1478 | Week 4  | Måneskin & Tom Morello                                      | Gossip                                                      |
| 1479 | Week 5  | Fall Out Boy                                                | Love From the Other Side                                    |
| 1480 | Week 6  | Sam Smith, Calvin Harris & Jessie Reyez                     | I'm Not Here to Make Friends                                |
| 1481 | Week 7  | Young Marco                                                 | What You Say?                                               |
| 1482 | Week 8  | Paramore                                                    | Running Out of Time                                         |
| 1483 | Week 9  | Froukje                                                     | Als ik God was                                              |
| 1484 | Week 10 | Linkin Park                                                 | Lost                                                        |
| 1485 | Week 11 | Duncan Laurence                                             | Skyboy                                                      |
| 1486 | Week 12 | Nothing but Thieves                                         | Welcome to the DCC                                          |
| 1487 | Week 13 | Ed Sheeran                                                  | Eyes Closed                                                 |
| 1488 | Week 14 | Claude                                                      | Layla                                                       |
| 1489 | Week 15 | Son Mieux                                                   | Tell Me More                                                |
| 1490 | Week 16 | Goldband                                                    | Rommel                                                      |
| 1491 | Week 17 | Foo Fighters                                                | Rescued                                                     |
| 1492 | Week 18 | Only The Poets                                              | Jump!                                                       |
| 1493 | Week 19 | David Kushner                                               | Daylight                                                    |
| 1494 | Week 20 | Nothing but Thieves                                         | Overcome                                                    |
| 1495 | Week 21 | Thirty Seconds to Mars                                      | Stuck                                                       |
| 1496 | Week 22 | OneRepublic                                                 | Runaway                                                     |
| 1497 | Week 23 | Goldkimono                                                  | Lost Inside My Head                                         |
| 1498 | Week 24 | Rondé                                                       | Break My Heart                                              |
| 1499 | Week 25 | Niall Horan                                                 | Meltdown                                                    |
| 1500 | Week 26 | Peggy Gou                                                   | (It Goes Like) Nanana                                       |
| 1501 | Week 27 | Nothing but Thieves                                         | Impossible                                                  |
| 1502 | Week 28 | DI-RECT                                                     | OMG It's Happening                                          |
| 1503 | Week 29 | Beck & Phoenix                                              | Odyssey                                                     |
| 1504 | Week 30 | Troye Sivan                                                 | Rush                                                        |
| 1505 | Week 31 | Royal Blood                                                 | Pull Me Through                                             |
| 1506 | Week 32 | Calvin Harris & Sam Smith                                   | Desire                                                      |
| 1507 | Week 33 | Chef'Special                                                | Miracles                                                    |
| 1508 | Week 34 | Teddy Swims                                                 | Lose Control                                                |
| 1509 | Week 35 | Nothing but Thieves                                         | Tomorrow Is Closed                                          |
| 1510 | Week 36 | Måneskin                                                    | Honey (Are U Coming?)                                       |
| 1511 | Week 37 | Cassö, Raye & D-Block Europe                                | Prada                                                       |
| 1512 | Week 38 | Joost                                                       | Droom Groot                                                 |
| 1513 | Week 39 | Olivia Rodrigo                                              | Get Him Back!                                               |
| 1514 | Week 40 | Kane                                                        | What Are You Waiting For?                                   |
| 1515 | Week 41 | Kenya Grace                                                 | Strangers                                                   |
| 1516 | Week 42 | Son Mieux                                                   | Tonight                                                     |
| 1517 | Week 43 | Troye Sivan                                                 | Got Me Started                                              |
| 1518 | Week 44 | Stone                                                       | If You Wanna                                                |
| 1519 | Week 45 | Noah Kahan                                                  | Stick Season                                                |
| 1520 | Week 46 | Dua Lipa                                                    | Houdini                                                     |
| 1521 | Week 47 | The Indien                                                  | Stay                                                        |
| 1522 | Week 48 | Tate McRae                                                  | Exes                                                        |
| 1523 | Week 49 | Jungkook                                                    | Standing Next To You                                        |
| 1524 | Week 50 | Chef'Special                                                | Speed Of Light                                              |
| -    | Week 51 | Geen 3FM Megahit in verband met de 3FM Serious Request-week | Geen 3FM Megahit in verband met de 3FM Serious Request-week |
| -    | Week 52 | Geen 3FM Megahit in verband met de Top Serious Request-week | Geen 3FM Megahit in verband met de Top Serious Request-week |

1993 · 
1994 ·
1995 · 
1996 ·
1997 ·
1998 ·
1999 ·
2000 ·
2001 ·
2002 ·
2003 ·
2004 ·
2005 ·
2006 ·
2007 ·
2008 ·
2009 ·
2010 ·
2011 ·
2012 ·
2013 ·
2014 ·
2015 ·
2016 ·
2017 ·
2018 ·
2019 ·
2020 ·
2021 ·
2022 ·
2023 ·
2024 ·
2025